# 小行星4735
小行星4735（4735 Gary）是一颗绕太阳运转的小行星，为主小行星带小行星。该小行星于1983年1月9日发现。

## 轨道参数
小行星4735的轨道半长轴为2.4059118 UA，离心率为0.118。